# Каліна (Сілезьке воєводство)
Каліна (пол. Kalina) — село в Польщі, у гміні Герби Люблінецького повіту Сілезького воєводства.
Населення — 403 особи (2011).
У 1975-1998 роках село належало до Ченстоховського воєводства.

## Демографія
Демографічна структура станом на 31 березня 2011 року:
|          | Загалом | Допрацездатний вік | Працездатний вік | Постпрацездатний вік |
| -------- | ------- | ------------------ | ---------------- | -------------------- |
| Чоловіки | 208     | 44                 | 142              | 22                   |
| Жінки    | 195     | 34                 | 121              | 40                   |
| Разом    | 403     | 78                 | 263              | 62                   |